# Pociąg pasażerski
Pociąg pasażerski – skład eksploatacyjny dostępny dla pasażerów, zestawiony wyłącznie z wagonów służących do przewozu osób i rzeczy (np. przesyłek bagażowych).
Pociągu składającego się z pojazdów osobowych, ale niedostępnego dla pasażerów, nie uważa się za pociąg pasażerski.
Systematyka kolejowych przewozów pasażerskich opracowana została w tzw. systemowej organizacji przewozów pasażerskich i dzieli je na cztery podsystemy:
- międzyaglomeracyjne (tzw. kwalifikowane),
- międzyregionalne,
- aglomeracyjne,
- regionalne.